# Pathum Ratchawongsa (huyện)
Pathum Ratchawongsa (tiếng Thái: ปทุมราชวงศา) là một huyện (‘‘amphoe’’) ở phía đông tỉnh Amnat Charoen, đông bắc Thái Lan.

## Địa lý
Các huyện giáp ranh (từ phía nam theo chiều kim đồng hồ) là Phana, Mueang Amnat Charoen, Chanuman của tỉnh Amnat Charoen, Khemarat, Kut Khaopun và Trakan Phuet Phon của tỉnh Ubon Ratchathani.

## Lịch sử
Huyện đã được thành lập ngày 2 tháng 7 năm 1993, gồm ba tambon Kham Phon, Nong Kha and Na Wa từ Chanuman,, Lue and Huai từ Phana và Non Ngam từ Amnat Charoen.

## Hành chính
Huyện này được chia thành 7 phó huyện (tambon), các đơn vị này lại được chia thành 73 làng (muban). Na Wa Yai là một đô thị phó huyện (thesaban tambon) nằm trên một phần của tambon Na Wa và Na Pa Saeng. Ngoài ra có 7 tổ chức hành chính tambon.
| Số TT | Tên         | Tên tiếng Thái | Số làng | Dân số |  |
| ----- | ----------- | -------------- | ------- | ------ |  |
| 1.    | Nong Kha    | หนองข่า         | 9       | 6.259  |  |
| 2.    | Kham Phon   | คำโพน          | 10      | 7.255  |  |
| 3.    | Na Wa       | นาหว้า          | 9       | 7.923  |  |
| 4.    | Lue         | ลือ             | 14      | 8.211  |  |
| 5.    | Huai        | ห้วย            | 13      | 6.996  |  |
| 6.    | Non Ngam    | โนนงาม         | 8       | 3.608  |  |
| 7.    | Na Pa Saeng | นาป่าแซง        | 10      | 5.848  |  |